# Števnik
Števniki spadajo med pridevniške besede. So pregibne besede, ki izražajo količino.
V slovenščini ločimo:
1. glavne števnike (ena, dve, tri ...), povedo količino (vprašalnica Koliko?)
2. vrstilne števnike (prvi, drugi, tretji ...), označijo mesto, zaporedje oz. vrstni red (vprašalnica Kateri?)
3. ločilne števnike (dvoje, petero ...), pokažejo različnost stvari oz. vrsto (vprašalnica Koliker?)
4. vrstne števnike (dvoj, troj ...), izraža koliko vrst ima določena stvar
5. množilne števnike (dvojen, trojen ...), izraža, koliko ponovitev ima stvar
6. nedoločne števnike (dosti, več ...), določajo, kar ni prešteto, gre le za splošno označitev, po nastanku so prislovi (vprašalnica Koliko?)